# Lamborghini Flying Star II
Lamborghini 400 GT Flying Star II prototip konceptualnog vozila kojeg je 1966.g. proizvela tvrtka Carrozzeria Touring, na šasiji s naprijed smještenim motorom tvrtke Lamborghini, s ciljem da je uspije zainteresirati za važnu poslovnu suradnju. 
Automobil je ima V12 motor od aluminija, 5-stupanjski mjenjač, potpuno neovisni ovjes i disk kočnice na svim kotačima. Veličina ovog dvosjeda, linije i kontraverzni dizajn krova učinila su da model izgleda poput karavana. Lamborghini je odustao od suradnje, što je značilo kraj za tvrtku Carozzeria Touring. Flying Star II bio je zadnji model ove tvrtke prije nego što je zatvorila svoja vrata.